# Le Voyage de Ryu
Le Voyage de Ryu (リュウの道, Ryû no Michi) est un manga de type shōnen créé par Shōtarō Ishinomori. Il est prépublié dans le Weekly Shōnen Magazine de l'éditeur Kōdansha puis publié en huit tomes entre octobre 1970 et mai 1971. La version française, basée sur une réédition de 2005, a été publiée en cinq tomes par Glénat Manga dans la collection « Vintage » entre février et novembre 2011.
Le Voyage de Ryu constitue la première partie de la « trilogie de Ryu ». Il fut suivi d'une préquelle, Genshi shounen Ryuu (原始少年リュウ), prépubliée dans le magazine Weekly Shōnen Champion de l'éditeur Akita Shoten puis publiée en trois tomes entre février 1972 et mars 1973. Cette dernière est adaptée en une série d'anime de 22 épisodes réalisée par les studios Tōei animation entre 1971 et 1972 et diffusé en France sur La Cinq dans les années 1990 sous le titre Nolan, enfant des cavernes. La troisième et dernière série, Banchou Wakusei (番長惑星, en anglais « Ryuu in the Another Planet »), est prépubliée dans le magazine Weekly Shōnen Champion puis publiée en cinq tomes entre juillet 1975 et mai 1976.

## Synopsis
Ryu et ses amis doivent survivre au monde post apocalyptique de Tokyo.

## Personnages
Ryu Shibata : le protagoniste de 16 ans
Maria Henderson : la fille survivante
Jim Henderson : jeune frangin de Maria
Peki : un singe anthropomorphe
Isaac : un robot
Mutsumbai : jeune mutant cyclope et 4 bras
Gott : vieux cyborg
Condor : mutant à la 3e œil

## Publication
Le manga est prépublié dans le Weekly Shōnen Magazine de l'éditeur Kōdansha puis publié en huit tomes entre octobre 1970 et mai 1971. Il est réédité en quatre tomes en 2011 au format bunko par l'éditeur Akita Shoten.
La version française, basée sur une réédition de 2005, est publiée en cinq tomes par Glénat Manga dans la collection « Vintage » entre février et novembre 2011.

### Liste des volumes
| no | Japonais         | Japonais | Français        | Français          |
| no | Date de sortie   | ISBN     | Date de sortie  | ISBN              |
| -- | ---------------- | -------- | --------------- | ----------------- |
| 1  | 10 octobre 1970  |          | 16 février 2011 | 978-2-7234-7791-8 |
| 2  | 10 octobre 1970  |          | 16 mars 2011    | 978-2-7234-7792-5 |
| 3  | 10 décembre 1970 |          | 18 mai 2011     | 978-2-7234-7793-2 |
| 4  | 10 décembre 1970 |          | 24 août 2011    | 978-2-7234-7794-9 |
| 5  | 10 décembre 1970 |          | 2 novembre 2011 | 978-2-7234-7795-6 |
| 6  | 10 février 1971  |          |                 |                   |
| 7  | 10 mai 1971      |          |                 |                   |
| 8  | 10 mai 1971      |          |                 |                   |

## Réception
Pour Christian Marmonnier, rédacteur de dBD, « en 1 600 pages, Ishinomori installe les thèmes les plus ambitieux de la science-fiction des années 60, visibles à la même époque dans La Planète des singes et 2001, l'Odyssée de l'espace, longs métrages adaptés respectivement des œuvres de Pierre Boulle et Arthur C. Clarke. (…) Ce manga condense l'idéologie écologiste de sa période de production [1969-1970], en empruntant les marottes paranormales alors à la mode [pouvoirs de télékinésie et de lecture dans les pensées], et il offre aussi un dernier volume bluffant d'énergie, de rythme et de souffle épique ».

### Édition japonaise
Kodansha
1. ↑  (ja) « Tome 1 ».
2. ↑  (ja) « Tome 2 ».
3. ↑  (ja) « Tome 3 ».
4. ↑  (ja) « Tome 4 ».
5. ↑  (ja) « Tome 5 ».
6. ↑  (ja) « Tome 6 ».
7. ↑  (ja) « Tome 7 ».
8. ↑  (ja) « Tome 8 ».

### Édition française
Glénat Manga
1. 1 2  (fr) « Tome 1 ».
2. 1 2  (fr) « Tome 2 ».
3. 1 2  (fr) « Tome 3 ».
4. 1 2  (fr) « Tome 4 ».
5. 1 2  (fr) « Tome 5 ».